# 电子游戏重制
电子游戏重制（video game remake）是将較早的或是先前曾經發行的电子游戏作品加以重新製作的行为。
重製的過程通常包含了程式碼以及操作界面的改編與更新，通常目的是让游戏适应比之前更新的硬件設備和程式設計技術，以便吸引曾經體驗過原版的舊玩家和更年輕的新一代玩家。在通常的情况下，重制游戏基本上會使用和原来作品相同的标题、基本一致的设计理念及核心故事元素。
重制版遊戲一般不太會沿用原版的圖像影音资源和代码，这和“增强版”（enhance）、“移植版”（port）以及“復刻”（remaster）或“高畫質復刻版”（HD remaster）有所区别。
重制版遊戲往往由原开发商或版权持有方制作，有時則會由爱好者团体制作。由民间团体创作的重制版有时称作爱好者游戏，被视为做怀旧游戏现象之一。

## 定义
重制是对于旧的作品进行改造，特征是更新和改变界面。重制典型的特征是保持了相同的故事、游戏类型和原先作品的基本玩法。

## 历史
一个较早的重制例子是Midway于1975年的Gun Fight，通过对太东的街机游戏Western Gun进行重新编程。其中的一个主要区别是在重制版本中，使用了微处理器。这个于最初的逻辑门相对，增强了图像。
一些早期的重制被视为是尝试将游戏达到系列中的后续作品的标准。
随着新的游戏类型和3D剧情的兴起，重制在20世纪90年代后期变得不再普通。其中的例外是著名的重制游戏《毀滅戰士64》和《露娜 银河之星故事》。